# Llista d'asteroides/154001-154100
| Nom      | Designació provisional | Data de descobriment | Lloc de descobriment | Descobridor/s                |
| -------- | ---------------------- | -------------------- | -------------------- | ---------------------------- |
| 154001 - | 2002 AY187             | 9 de gener de 2002   | Haleakala            | NEAT                         |
| 154002 - | 2002 AD193             | 12 de gener de 2002  | Palomar              | NEAT                         |
| 154003 - | 2002 AL197             | 14 de gener de 2002  | Socorro              | LINEAR                       |
| 154004 - | 2002 AW205             | 13 de gener de 2002  | Apache Point         | SDSS                         |
| 154005 - | 2002 AU206             | 13 de gener de 2002  | Apache Point         | SDSS                         |
| 154006 - | 2002 AD207             | 13 de gener de 2002  | Apache Point         | SDSS                         |
| 154007 - | 2002 BY                | 19 de gener de 2002  | Socorro              | LINEAR                       |
| 154008 - | 2002 BU7               | 18 de gener de 2002  | Socorro              | LINEAR                       |
| 154009 - | 2002 BE16              | 19 de gener de 2002  | Kitt Peak            | Spacewatch                   |
| 154010 - | 2002 BZ18              | 21 de gener de 2002  | Socorro              | LINEAR                       |
| 154011 - | 2002 BC19              | 21 de gener de 2002  | Socorro              | LINEAR                       |
| 154012 - | 2002 BX22              | 23 de gener de 2002  | Socorro              | LINEAR                       |
| 154013 - | 2002 BP24              | 23 de gener de 2002  | Socorro              | LINEAR                       |
| 154014 - | 2002 BC28              | 18 de gener de 2002  | Cima Ekar            | Asiago-DLR Asteroid Survey   |
| 154015 - | 2002 BU28              | 19 de gener de 2002  | Anderson Mesa        | LONEOS                       |
| 154016 - | 2002 BL29              | 20 de gener de 2002  | Anderson Mesa        | LONEOS                       |
| 154017 - | 2002 BE30              | 21 de gener de 2002  | Palomar              | NEAT                         |
| 154018 - | 2002 BS30              | 23 de gener de 2002  | Socorro              | LINEAR                       |
| 154019 - | 2002 CZ9               | 6 de febrer de 2002  | Palomar              | NEAT                         |
| 154020 - | 2002 CA10              | 6 de febrer de 2002  | Palomar              | NEAT                         |
| 154021 - | 2002 CM27              | 6 de febrer de 2002  | Socorro              | LINEAR                       |
| 154022 - | 2002 CX28              | 6 de febrer de 2002  | Socorro              | LINEAR                       |
| 154023 - | 2002 CN29              | 6 de febrer de 2002  | Socorro              | LINEAR                       |
| 154024 - | 2002 CZ31              | 6 de febrer de 2002  | Socorro              | LINEAR                       |
| 154025 - | 2002 CJ37              | 7 de febrer de 2002  | Socorro              | LINEAR                       |
| 154026 - | 2002 CW38              | 7 de febrer de 2002  | Socorro              | LINEAR                       |
| 154027 - | 2002 CU42              | 12 de febrer de 2002 | Fountain Hills       | C. W. Juels, P. R. Holvorcem |
| 154028 - | 2002 CV42              | 12 de febrer de 2002 | Fountain Hills       | C. W. Juels, P. R. Holvorcem |
| 154029 - | 2002 CY46              | 11 de febrer de 2002 | Socorro              | LINEAR                       |
| 154030 - | 2002 CT48              | 3 de febrer de 2002  | Haleakala            | NEAT                         |
| 154031 - | 2002 CM49              | 3 de febrer de 2002  | Haleakala            | NEAT                         |
| 154032 - | 2002 CA54              | 7 de febrer de 2002  | Socorro              | LINEAR                       |
| 154033 - | 2002 CJ57              | 7 de febrer de 2002  | Socorro              | LINEAR                       |
| 154034 - | 2002 CF58              | 7 de febrer de 2002  | Kitt Peak            | Spacewatch                   |
| 154035 - | 2002 CV59              | 12 de febrer de 2002 | Kitt Peak            | Spacewatch                   |
| 154036 - | 2002 CL69              | 7 de febrer de 2002  | Socorro              | LINEAR                       |
| 154037 - | 2002 CW69              | 7 de febrer de 2002  | Socorro              | LINEAR                       |
| 154038 - | 2002 CY73              | 7 de febrer de 2002  | Socorro              | LINEAR                       |
| 154039 - | 2002 CY79              | 7 de febrer de 2002  | Socorro              | LINEAR                       |
| 154040 - | 2002 CH80              | 7 de febrer de 2002  | Socorro              | LINEAR                       |
| 154041 - | 2002 CK86              | 7 de febrer de 2002  | Socorro              | LINEAR                       |
| 154042 - | 2002 CK90              | 7 de febrer de 2002  | Socorro              | LINEAR                       |
| 154043 - | 2002 CD91              | 7 de febrer de 2002  | Socorro              | LINEAR                       |
| 154044 - | 2002 CZ93              | 7 de febrer de 2002  | Socorro              | LINEAR                       |
| 154045 - | 2002 CD98              | 7 de febrer de 2002  | Socorro              | LINEAR                       |
| 154046 - | 2002 CX104             | 7 de febrer de 2002  | Socorro              | LINEAR                       |
| 154047 - | 2002 CG116             | 13 de febrer de 2002 | Desert Eagle         | W. K. Y. Yeung               |
| 154048 - | 2002 CL119             | 7 de febrer de 2002  | Socorro              | LINEAR                       |
| 154049 - | 2002 CQ119             | 7 de febrer de 2002  | Socorro              | LINEAR                       |
| 154050 - | 2002 CR120             | 7 de febrer de 2002  | Socorro              | LINEAR                       |
| 154051 - | 2002 CQ121             | 7 de febrer de 2002  | Socorro              | LINEAR                       |
| 154052 - | 2002 CX122             | 7 de febrer de 2002  | Socorro              | LINEAR                       |
| 154053 - | 2002 CX129             | 7 de febrer de 2002  | Socorro              | LINEAR                       |
| 154054 - | 2002 CP148             | 10 de febrer de 2002 | Socorro              | LINEAR                       |
| 154055 - | 2002 CW150             | 10 de febrer de 2002 | Socorro              | LINEAR                       |
| 154056 - | 2002 CN161             | 8 de febrer de 2002  | Socorro              | LINEAR                       |
| 154057 - | 2002 CW161             | 8 de febrer de 2002  | Socorro              | LINEAR                       |
| 154058 - | 2002 CX161             | 8 de febrer de 2002  | Socorro              | LINEAR                       |
| 154059 - | 2002 CA168             | 8 de febrer de 2002  | Socorro              | LINEAR                       |
| 154060 - | 2002 CK170             | 8 de febrer de 2002  | Socorro              | LINEAR                       |
| 154061 - | 2002 CO175             | 10 de febrer de 2002 | Socorro              | LINEAR                       |
| 154062 - | 2002 CR175             | 10 de febrer de 2002 | Socorro              | LINEAR                       |
| 154063 - | 2002 CV176             | 10 de febrer de 2002 | Socorro              | LINEAR                       |
| 154064 - | 2002 CB182             | 10 de febrer de 2002 | Socorro              | LINEAR                       |
| 154065 - | 2002 CG182             | 10 de febrer de 2002 | Socorro              | LINEAR                       |
| 154066 - | 2002 CV187             | 10 de febrer de 2002 | Socorro              | LINEAR                       |
| 154067 - | 2002 CR190             | 10 de febrer de 2002 | Socorro              | LINEAR                       |
| 154068 - | 2002 CG192             | 10 de febrer de 2002 | Socorro              | LINEAR                       |
| 154069 - | 2002 CX197             | 10 de febrer de 2002 | Socorro              | LINEAR                       |
| 154070 - | 2002 CK198             | 10 de febrer de 2002 | Socorro              | LINEAR                       |
| 154071 - | 2002 CS198             | 10 de febrer de 2002 | Socorro              | LINEAR                       |
| 154072 - | 2002 CV200             | 10 de febrer de 2002 | Socorro              | LINEAR                       |
| 154073 - | 2002 CH208             | 10 de febrer de 2002 | Socorro              | LINEAR                       |
| 154074 - | 2002 CN209             | 10 de febrer de 2002 | Socorro              | LINEAR                       |
| 154075 - | 2002 CZ212             | 10 de febrer de 2002 | Socorro              | LINEAR                       |
| 154076 - | 2002 CG222             | 11 de febrer de 2002 | Socorro              | LINEAR                       |
| 154077 - | 2002 CV222             | 11 de febrer de 2002 | Socorro              | LINEAR                       |
| 154078 - | 2002 CO223             | 11 de febrer de 2002 | Socorro              | LINEAR                       |
| 154079 - | 2002 CJ224             | 11 de febrer de 2002 | Socorro              | LINEAR                       |
| 154080 - | 2002 CS225             | 7 de febrer de 2002  | Palomar              | NEAT                         |
| 154081 - | 2002 CY225             | 3 de febrer de 2002  | Haleakala            | NEAT                         |
| 154082 - | 2002 CA227             | 6 de febrer de 2002  | Palomar              | NEAT                         |
| 154083 - | 2002 CQ227             | 6 de febrer de 2002  | Palomar              | NEAT                         |
| 154084 - | 2002 CD233             | 11 de febrer de 2002 | Socorro              | LINEAR                       |
| 154085 - | 2002 CD237             | 10 de febrer de 2002 | Socorro              | LINEAR                       |
| 154086 - | 2002 CL237             | 10 de febrer de 2002 | Socorro              | LINEAR                       |
| 154087 - | 2002 CC241             | 11 de febrer de 2002 | Socorro              | LINEAR                       |
| 154088 - | 2002 CE248             | 15 de febrer de 2002 | Socorro              | LINEAR                       |
| 154089 - | 2002 CD279             | 7 de febrer de 2002  | Socorro              | LINEAR                       |
| 154090 - | 2002 CE284             | 9 de febrer de 2002  | Kitt Peak            | Spacewatch                   |
| 154091 - | 2002 CK285             | 10 de febrer de 2002 | Socorro              | LINEAR                       |
| 154092 - | 2002 CP285             | 10 de febrer de 2002 | Kitt Peak            | Spacewatch                   |
| 154093 - | 2002 CB289             | 10 de febrer de 2002 | Kitt Peak            | Spacewatch                   |
| 154094 - | 2002 CS299             | 12 de febrer de 2002 | Kitt Peak            | Spacewatch                   |
| 154095 - | 2002 CS309             | 10 de febrer de 2002 | Socorro              | LINEAR                       |
| 154096 - | 2002 DE                | 16 de febrer de 2002 | Ondřejov             | P. Kušnirák, P. Pravec       |
| 154097 - | 2002 DX6               | 20 de febrer de 2002 | Kitt Peak            | Spacewatch                   |
| 154098 - | 2002 DK13              | 16 de febrer de 2002 | Palomar              | NEAT                         |
| 154099 - | 2002 DN16              | 20 de febrer de 2002 | Socorro              | LINEAR                       |
| 154100 - | 2002 DR16              | 20 de febrer de 2002 | Socorro              | LINEAR                       |